# Romain Langasque
Romain Langasque, est un golfeur français né le 18 mai 1995 à Cabris (Alpes-Maritimes). Vainqueur du  championnat de golf amateur de Grande-Bretagne messieurs 2015, il est invité l'année suivante à disputer son premier Masters d'Augusta, devenant le premier joueur amateur français et le troisième joueur français seulement (après Jean Van de Velde en 2000 et Thomas Levet en 2002) à franchir le cut de ce tournoi. Il signe avec Victor Dubuisson lors de la Coupe du monde de golf à Melbourne en 2016 le meilleur résultat de la France dans cette compétition.

## Biographie

### Débuts
Romain Langasque découvre le golf à l'âge de deux ans grâce à son père, obtenant son premier handicap à 5 ans. Il s'entraîne sur le golf de Saint Donat à Grasse dans le sud de la France avec son entraîneur Philippe Larvaron jusqu'à ses 13 ans. Ses résultats lui donnent l'opportunité de rentrer au CREPS d'Antibes, lui permettant d'intégrer les différents pôles de la fédération française de golf avec le Pôle Espoir Antibes avec Mathieu Santerre pendant 3 ans et le Pôle France Boys avec Cyril Gouyon pendant 2 ans. En 2012, il remporte la qualification du British Boys et est finaliste du championnat de France. Diplômé d'un baccalauréat en 2013, le jeune homme se consacre entièrement au golf au sein du Pôle France à Terre Blanche avec Renaud Gris dans le Var.
En avril 2015, il remporte la Coupe Frayssineau-Mouchy (premier Grand Prix de France) au golf de Fontainebleau, puis le Trophée Gounouilhou (Championnat de France par équipe) avec son club de Bordeaux-Lac.
En juin 2015, il remporte le championnat de golf amateur de Grande-Bretagne face à l'écossais Grant Forrest. Grâce à cette victoire, il est invité à disputer le mois suivant l'Open britannique. Pour son premier majeur, il est le seul français à passer le cut pour finalement terminer à -2 sous le par et à la 65e place. Il devient alors le joueur amateur français numéro un. En octobre, il est en course pour remporter le Volopa Irish Challenge au Wolseley Hotel Spa & Golf mais termine finalement dix-huitième.
Au début de mars 2016, il remporte les internationaux d'Espagne avant de terminer quelques jours plus tard, deuxième du Barclays Kenya, derrière le Suédois Sebastian Söderberg. Le 29 mars 2016, il joue la Georgia Cup contre le vainqueur de l’US Open Amateur, Bryson DeChambeau qu'il bat 4 & 3 lors d'un match play. Lors des Masters 2016, il passe le cut, tout comme Victor Dubuisson, une performance inédite pour deux golfeurs français, devenant le troisième joueur français de l’histoire à franchir le cut à Augusta et le premier en tant que joueur amateur français,. Lors du dernier tour des Masters, il signe une carte de 68, soit 4 sous le par,. Cette performance lui permet de gagner 112 places au classement mondial. Son entraîneur est Benoît Ducoulombier,.

### Carrière professionnelle
Romain Langasque commence sa carrière professionnelle le 11 avril 2016, le lendemain du Masters d'Augusta. Il commence sa jeune carrière par le Red Sea Egyptian Challenge, une épreuve du Challenge Tour, la 2e division européenne, où il signe une 5e place,. Dès la fin de sa première saison professionnelle il décroche sa carte pour le Tour européen PGA en terminant neuvième du Challenge Tour. Le jeune Cabriencs fait équipe avec Victor Dubuisson lors de la Coupe du monde de golf à Melbourne. La paire française termine finalement à la seconde place derrière le duo danois Thorbjorn Olesen et Søren Kjeldsen; signant le meilleur résultat de la France dans cette compétition.
Le ISPS Handa Wales Open est une compétition de golf se déroulant au Pays de Galles, créé en 2000. Il fait partie du Circuit européen.
L’édition 2020 est remportée par le français Romain Langasque au terme d’une remontée prodigieuse le dernier jour avec une carte de 65. Son premier succès sur le tour européen.

## Résultats dans les tournois du Grand Chelem
| Tournoi               | 2015 | 2016 | 2017 | 2018 | 2019 | 2020 | 2021 | 2022 |
| --------------------- | ---- | ---- | ---- | ---- | ---- | ---- | ---- | ---- |
| Masters               |      | T39  |      |      |      |      |      |      |
| US Open               |      |      |      |      |      | T34  |      |      |
| Open britannique      | T65  |      |      |      | T63  |      | CUT  |      |
| Championnat de la PGA |      |      |      |      |      |      |      |      |

CUT = n'a pas passé le cut ; T = ex æquo ; fond jaune pour top 10.